# Цар Топ
Цар Топ (на руски: Царь-пушка) е голямо артилерийско оръдие (бомбарда) от XVI век, намиращо се в Кремъл, Москва, Русия. То е паметник на руското леярско изкуство. Отлято е от бронз през 1586 г. в Москва от майстора леяр Андрей Чохов. Не е използвано в бой, макар да има следи от поне един изстрел. Вписано е в Книгата на рекордите на Гинес като най-едрокалибрената бомбарда в света и е една от най-големите забележителности в комплекса Кремъл.
Оръдието е разположено до Оръжейната палата и гледа към Сенатския дворец. Тежи 39,312 тона и е дълго 5,34 метра. Цевта му има вътрешен диаметър 890 mm и външен диаметър 1200 mm. Направено е по поръчка на руския цар Фьодор I.